# Grammomys ibeanus
Grammomys ibeanus är en däggdjursart som först beskrevs av Wilfred Hudson Osgood 1910.  Grammomys ibeanus ingår i släktet Grammomys och familjen råttdjur. IUCN kategoriserar arten globalt som livskraftig. Inga underarter finns listade i Catalogue of Life.
Denna gnagare förekommer med flera från varandra skilda populationer i östra Afrika från Sydsudan till Malawi. Arten vistas i bergstrakter mellan 1900 och 3600 meter över havet. Habitatet utgörs av fuktiga städsegröna bergsskogar och av buskskogar. Individerna är aktiva på natten och klättrar i växtligheten.
Arten blir 10,5 till 14,0 cm lång (huvud och bål), har en 16 till 20,2 cm lång svans och väger 35 till 65 g. Bakfötterna är cirka 2,5 cm långa och öronen är 1,7 till 2,3 cm stora. Den långa och mjuka pälsen har på ovansidan en ljus olivbrun färg med inslag av rött. Den blir mer gråbrun vid sidorna och undersidan är täckt av krämfärgad till vit päls. Bruna och vita områden är tydlig avgränsade från varandra. Några exemplar har en vit fläck bakom varje öra. På svansen förekommer korta hår och vid svansens slut bildar längre hår en tofs. Honor har ett par spenar vid bröstet och två par vid ljumsken.
Fortplantningen sker främst under regntiden och per kull föds 2 till 5 ungar.